# Zau de Câmpie
Zau de Câmpie (Hongaars: Mezőzáh) is een comună in het district Mureş, Transsylvanië, Roemenië. Het is opgebouwd uit negen dorpen, namelijk:
- Bărboşi
- Botei
- Bujor-Hodaie
- Ciretea
- Gaura Sângerului
- Malea
- Ştefăneaca
- Tău
- Zau de Câmpie

## Demografie
In 2002 had de comună zo'n 3.509 inwoners, in 2007 waren dit er nog 3.447. Dat is een daling van 62 inwoners (-1,8%) in vijf jaar tijd. Volgens de volkstelling van 2007 waren er 3.447 inwoners waarvan 2.758 (80%) Roemenen, 379 (11%) Roma en 310 (9%) Hongaren.